# Gasthuisapotheek (Aarschot)

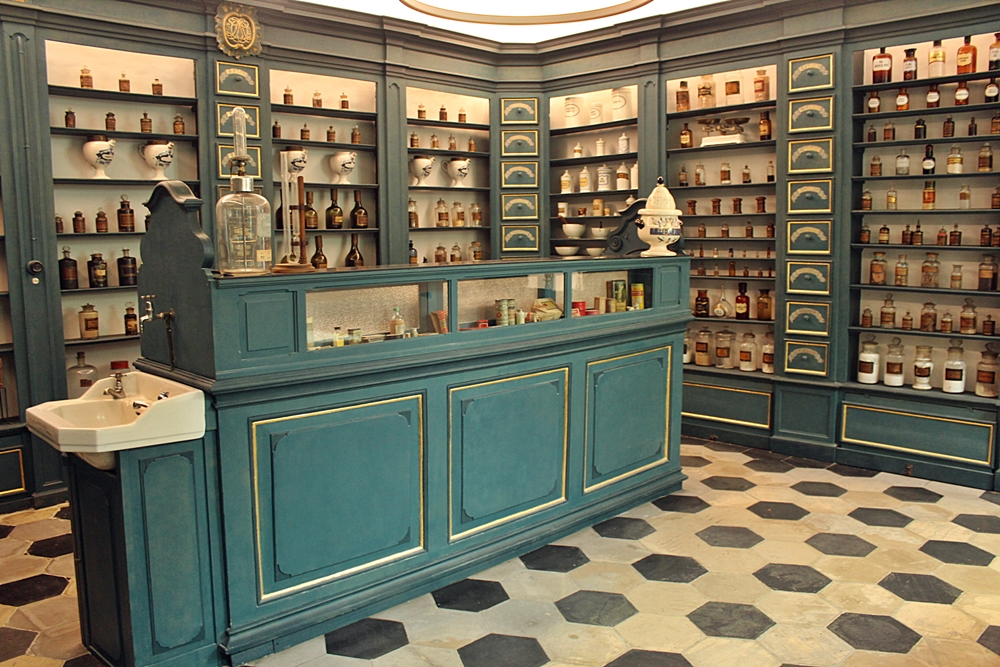

De Gasthuisapotheek is de voormalige apotheek in rococostijl van het vroegere Sint-Elisabethgasthuis in de Belgische stad Aarschot. De apotheek dateert van 1767 en werd ingericht in de laatste jaren van de ambtstermijn van Angelina Librech, moeder-overste van de grauwzusters. In 2022 werd de apotheek gerestaureerd en op 4 september 2022 opengesteld voor het publiek.

## Geschiedenis van de apotheek
Een vroege geschreven vermelding van de gasthuisapotheek vinden we in een brief uit 1731 van de Aartsbisschop van Mechelen, waarin hij tijdens een periode van interne onrust de zusters van het gasthuis op hun plichten wees: “Daerenboven ordoneren wij rigoreuselyck, dat niemant van de susters nochte imants anders, ’t sy geestelyck oft werelyck en sal moghen eten of drincken , nochte iet het minste nutten in de Appotekerije, ende dat men daer geene vremde persoonen buyten nootsaeckelijkehydt en sal moghen in tyden”.
In 1767 werd de apotheek heringericht in een van de gebouwen die dateerden van de bouwcampagne uit de eerste jaren van de 18de eeuw. De ruimte kreeg het uitzicht van een winkel waarin men producten op een zichtbare manier tentoonstelde aan klanten. Het is zeker dat een van de zusters de taak van apothekers had. Bij oplijstingen van de kloosterlingen in historische officiële verslagen wordt de zuster-apothekeres nagenoeg altijd vermeld als eerstvolgende na moeder-overste.
Een boekje uit de laatste jaren van de 18de eeuw en de eerste jaren van 19de eeuw, bevat recepten die aan zieke zusters werden voorgeschreven. Een ander document uit het midden van de 19de eeuw beschrijft kwalen en eerder goedkope, volkse remedies.
We zien dat de eerste apothekeres waarvan we met zekerheid weten dat ze gediplomeerd was, namelijk Marie-José Roelants, rond 1950 werd aangesteld. Roelants zou tot diep in de jaren 80 van de twintigste eeuw apothekeres blijven. Blijkens een gedrukt opschrift op een verpakking voor kinderpoeder – een product dat door de apotheek gemaakt en verkocht werd en waarop de naam van apotheker Jules Adriaens vermeld wordt – is het waarschijnlijk dat er eerder een burgerlijke apotheker aan het gasthuis verbonden was.
In 1978 nam het toenmalige OCMW de apotheek over en in oktober 1994 zou de apotheek verhuizen naar een ander pand aan de overkant van de Gasthuisstraat. De zusters schonken het meubilair en de uitrusting aan het OCMW onder de voorwaarde dat ze één geheel zouden blijven en niet vervreemd zouden worden.

### De restauratiewerken
Tot 1994 zou de ruimte dienst blijven doen als apotheek. Na jaren van leegstand werden in 2009 de eerste stappen ondernomen om over te gaan tot een renovatie. Het zou evenwel nog duren tot de 2021 vooraleer de werken effectief van start zouden gaan. In 2021 maakte de Vlaamse regering een bedrag van 87 004,14€ vrij voor de renovatie. De initiële renovatiekosten werden geraamd op €129 509. Architectenvennootschap Atran uit Tongerlo werd aangesteld voor de coördinatie van de werken, aannemer Renotec stond in voor de uitvoering ervan. De apotheek kreeg een herbestemming als extra ticketbalie voor cultuurcentrum Het Gasthuis. Het interieur werd hersteld naar haar oorspronkelijke 18e-eeuwse uitzicht.

## Beschrijving exterieur
De apotheek werd in 1767 ingericht in de gebouwen die dateerden uit een bouwcampagne in de eerste jaren van de 18de eeuw. De kleine inkomhal is nog steeds vanuit de Gasthuisstraat bereikbaar via een poortje, omkaderd met zandsteen.

## Beschrijving interieur
De hal zorgde als een sluis ervoor dat de apotheek niet verstoord werd door de weerelementen. Op de vloer liggen witte en zwarte, zeshoekige natuurstenen. Het meubilair weerspiegelt de geest van een 18e-eeuwse winkelinrichting met een toog waar de transactie tussen apotheker en klant plaatsvond. Het meubilair is opgebouwd tegen drie van de vier wanden met open en gesloten rekken. De rekken zijn van elkaar gescheiden door houten pilasters. Naast de rekken zitten kleine schuiven of deurtjes. Hierop staan in gouden letters Latijnse benamingen van de medicijnen of ingrediënten. Centraal op de oostelijke wand is er op de lijst een medaillon aangebracht met het jaartal anno 1767. Midden in het vertrek staat er een toonbank waarop een marmeren plaat. Aan de achterzijde heeft de toog schuiven en kasten. Een opstand met glas diende voor het etaleren van producten.
In de apotheek bevinden zich een aantal instrumenten en potten: Delftse kannen, glazen bokalen, zalfpotten.… Deze maken enerzijds deel uit van de bewaarde originele inventaris en anderzijds bestaat de presentatie uit materialen die in bruikleen gegeven werden.
Het oorspronkelijke uitzicht van de decoratie van de apotheek is waarschijnlijk in de 19de eeuw gewijzigd waarbij de oorspronkelijke blauwe kleur overschilderd werd met een bruine verf en accenten van faux marbre werden aangebracht.

## Afbeeldingen

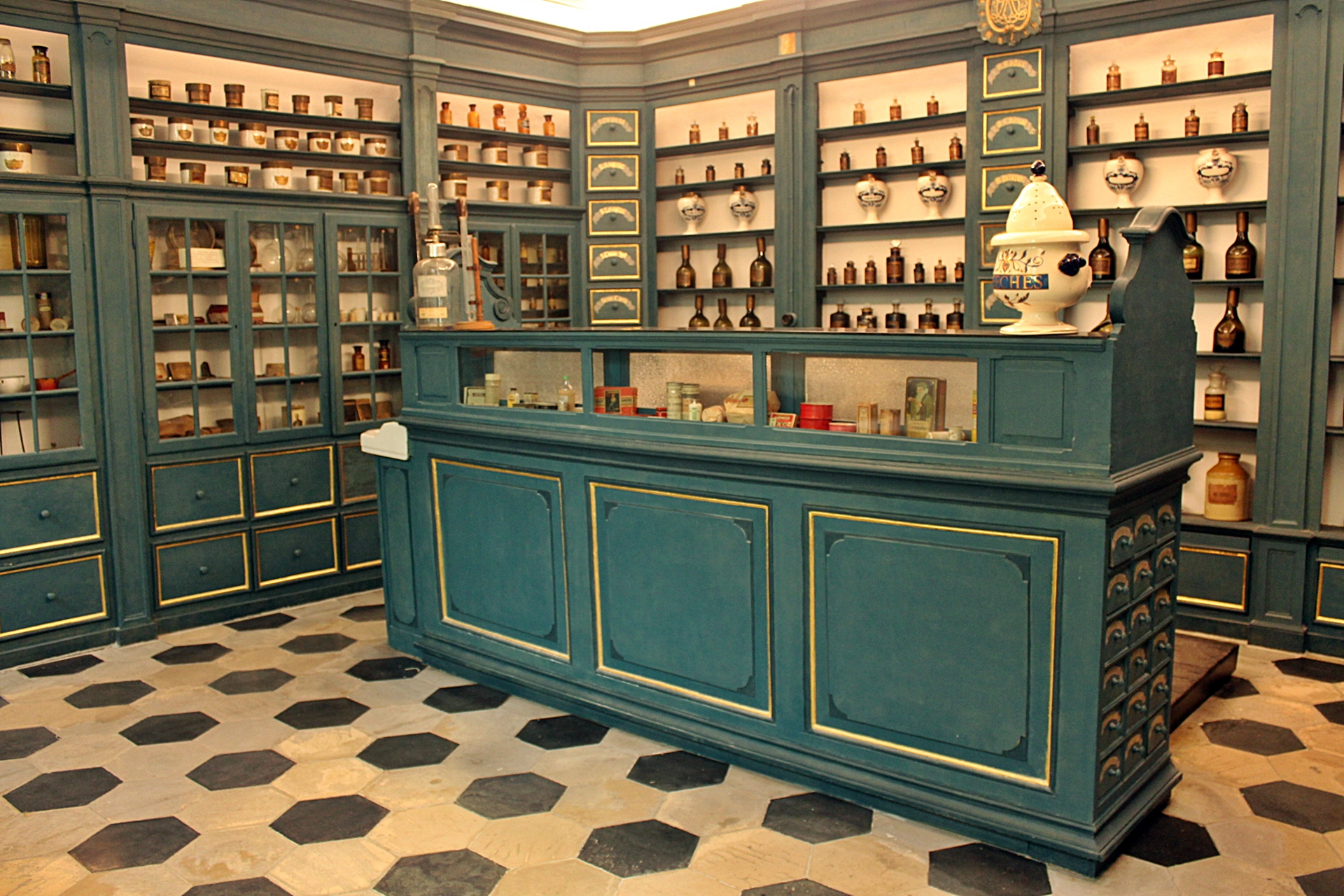
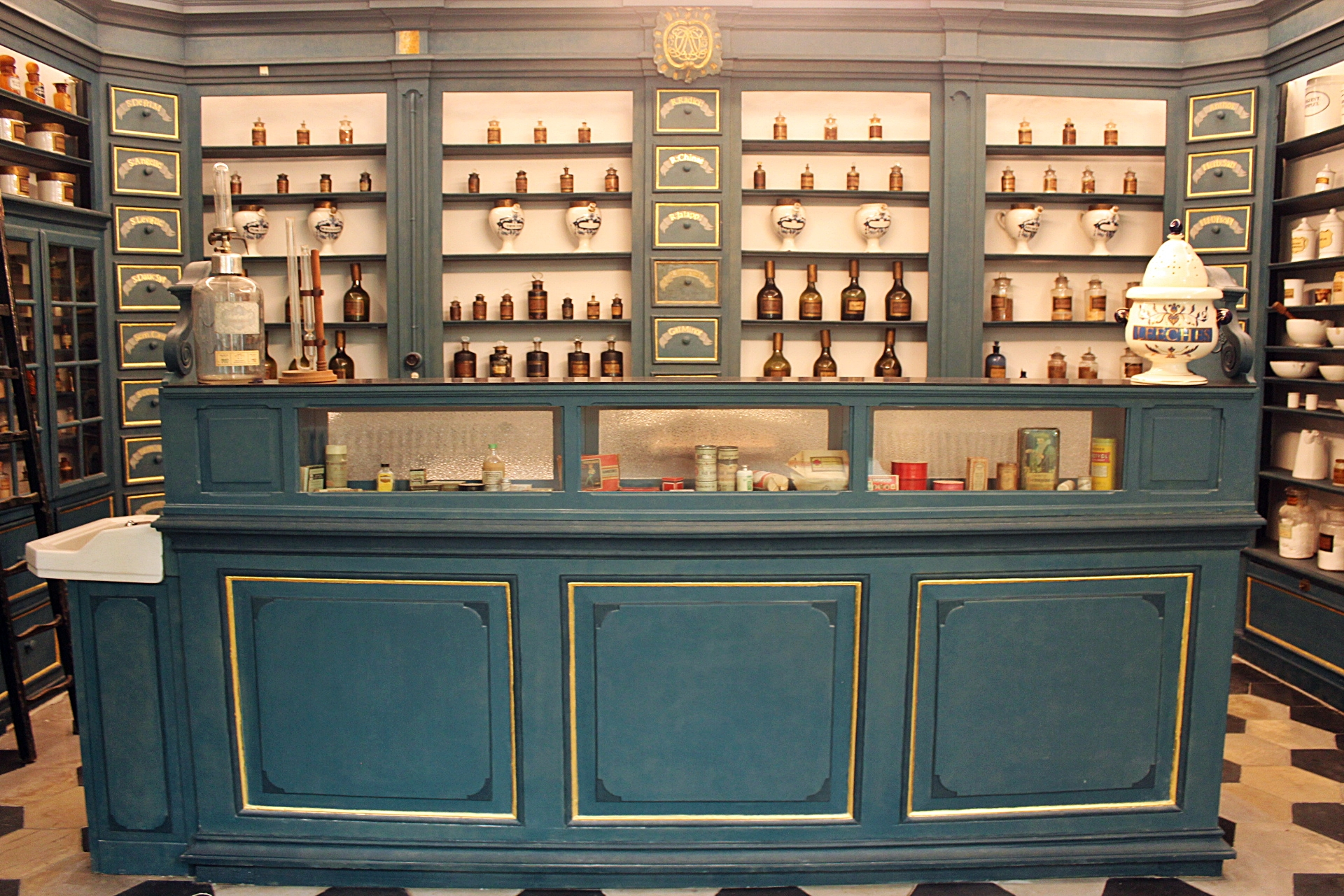
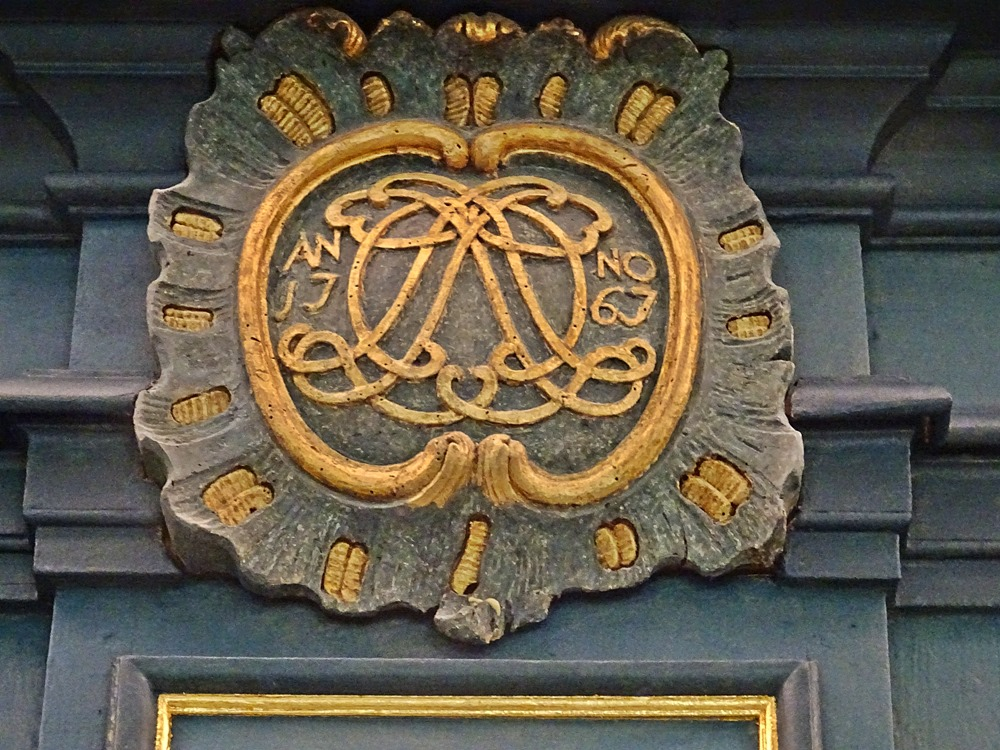
Monogram van het Sint-Elisabethgasthuis
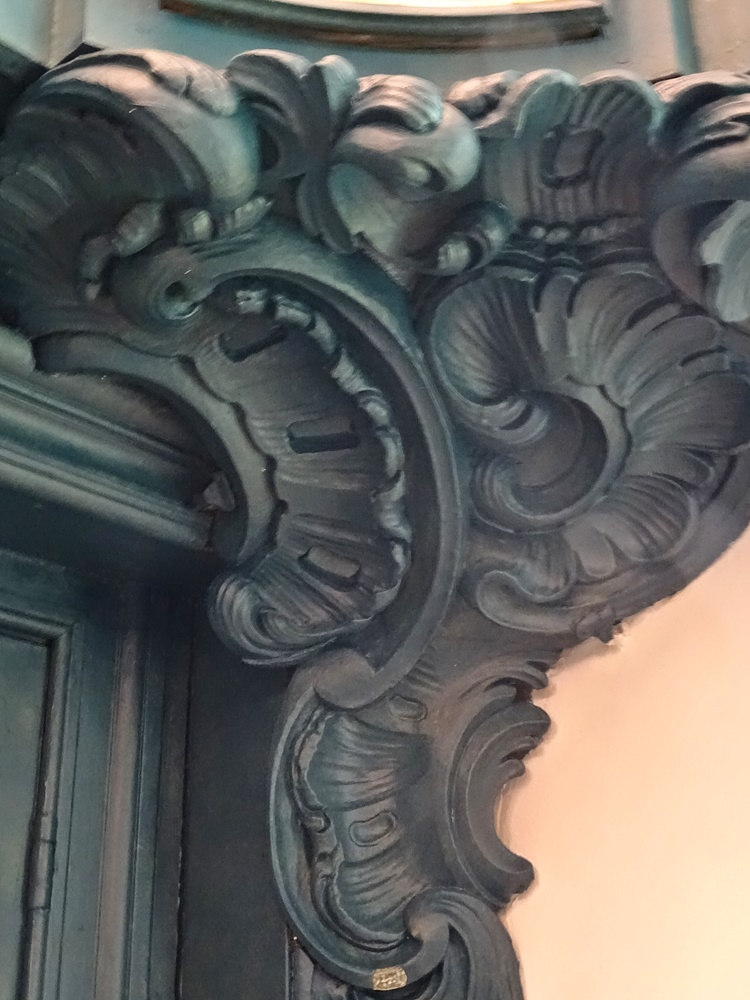
Rococoversiering
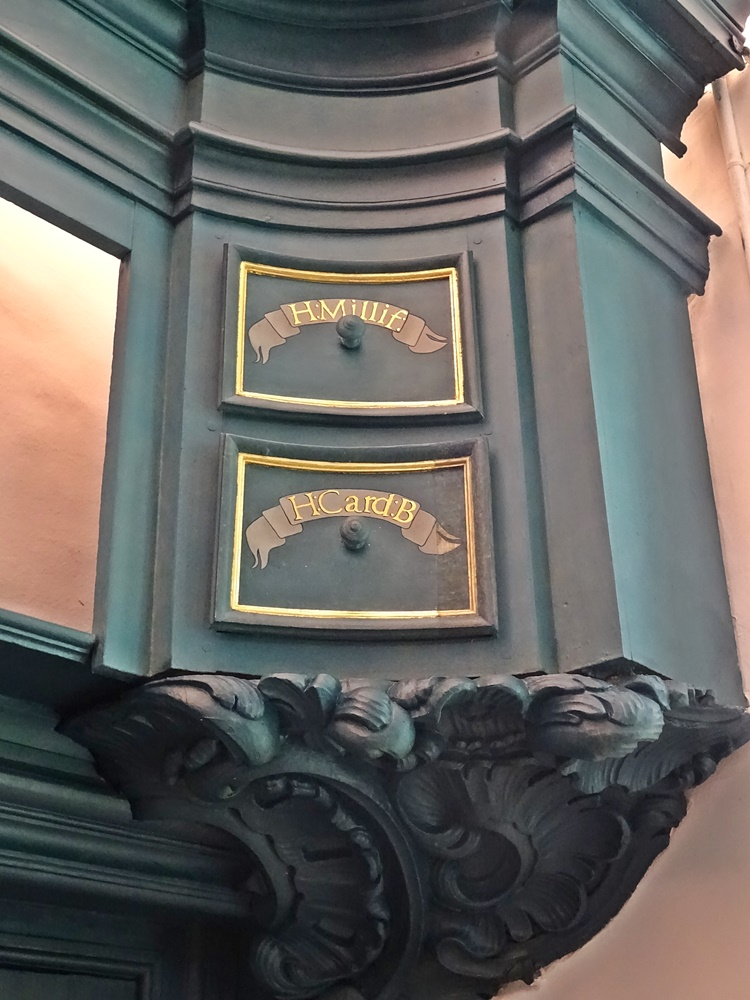
Hoekladen

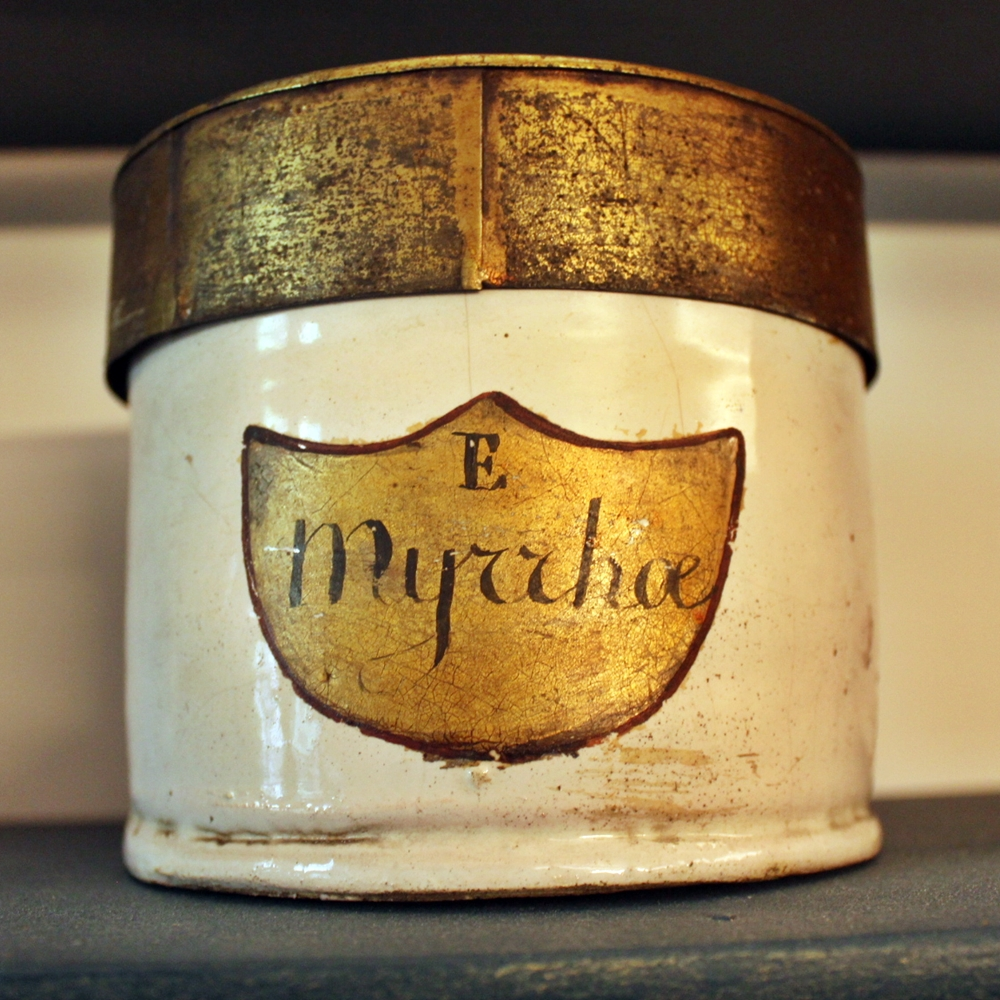
Zalfpot
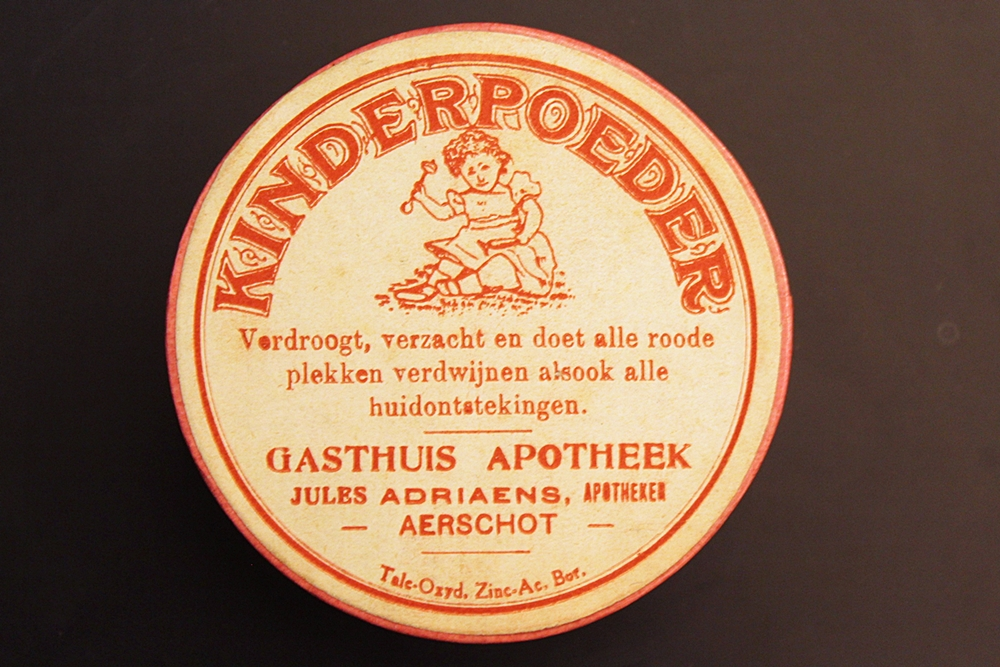
Kinderpoeder met verwijzing naar apr. Jules Adriaens
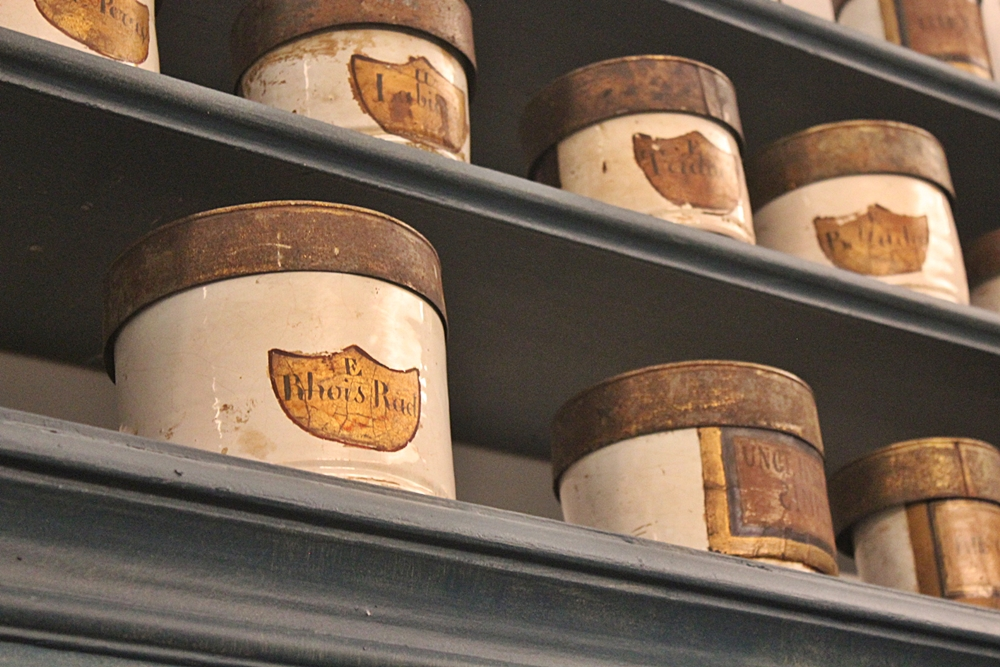
zalfpotten
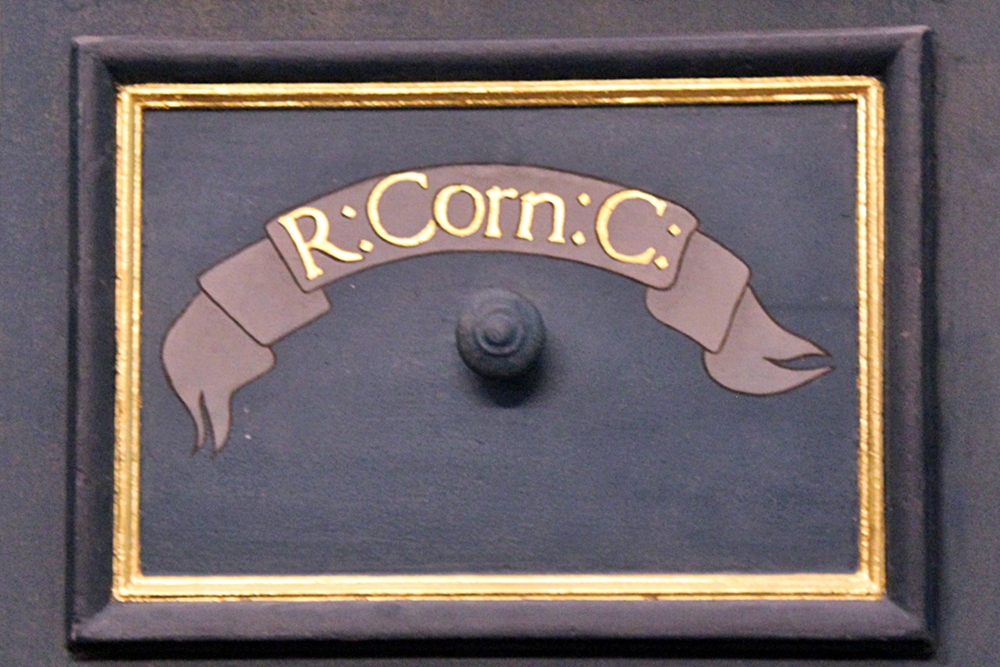
Lade met gouden tekstvlag
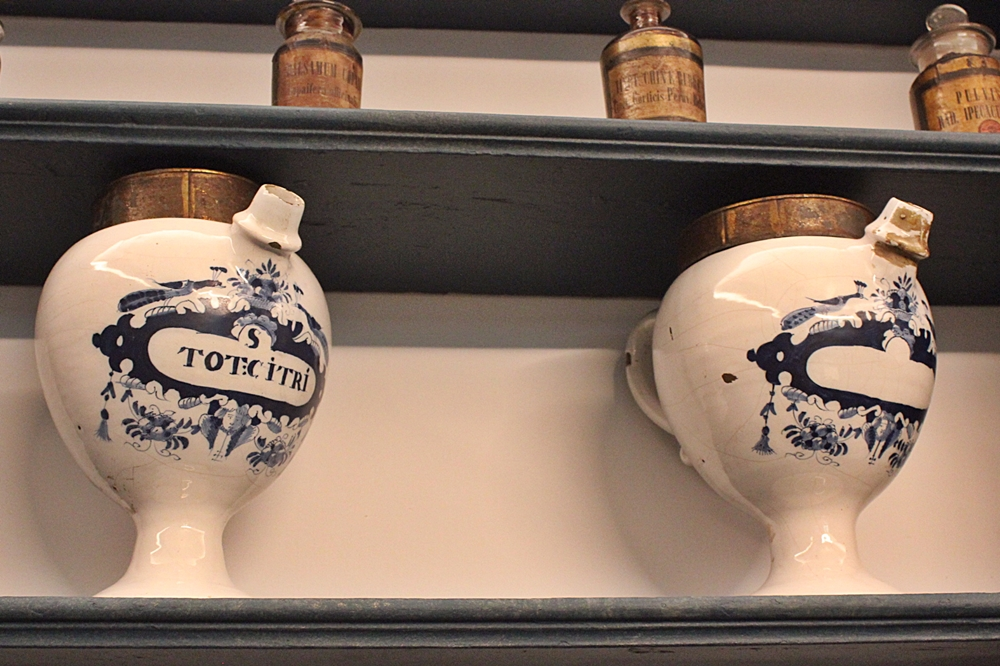
Delftse potten
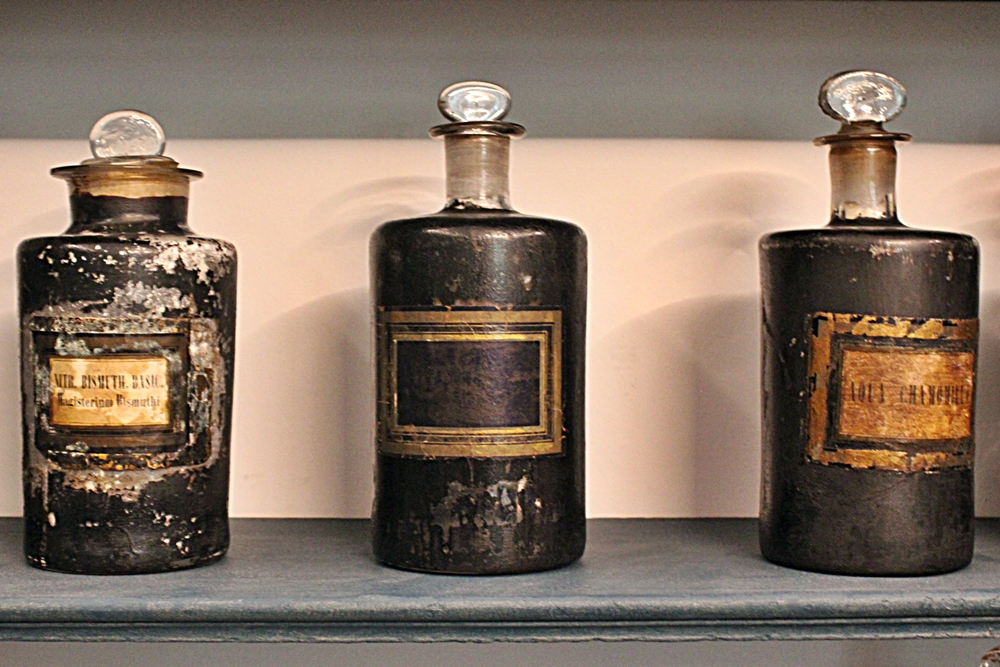
Zwartgeverfde flessen
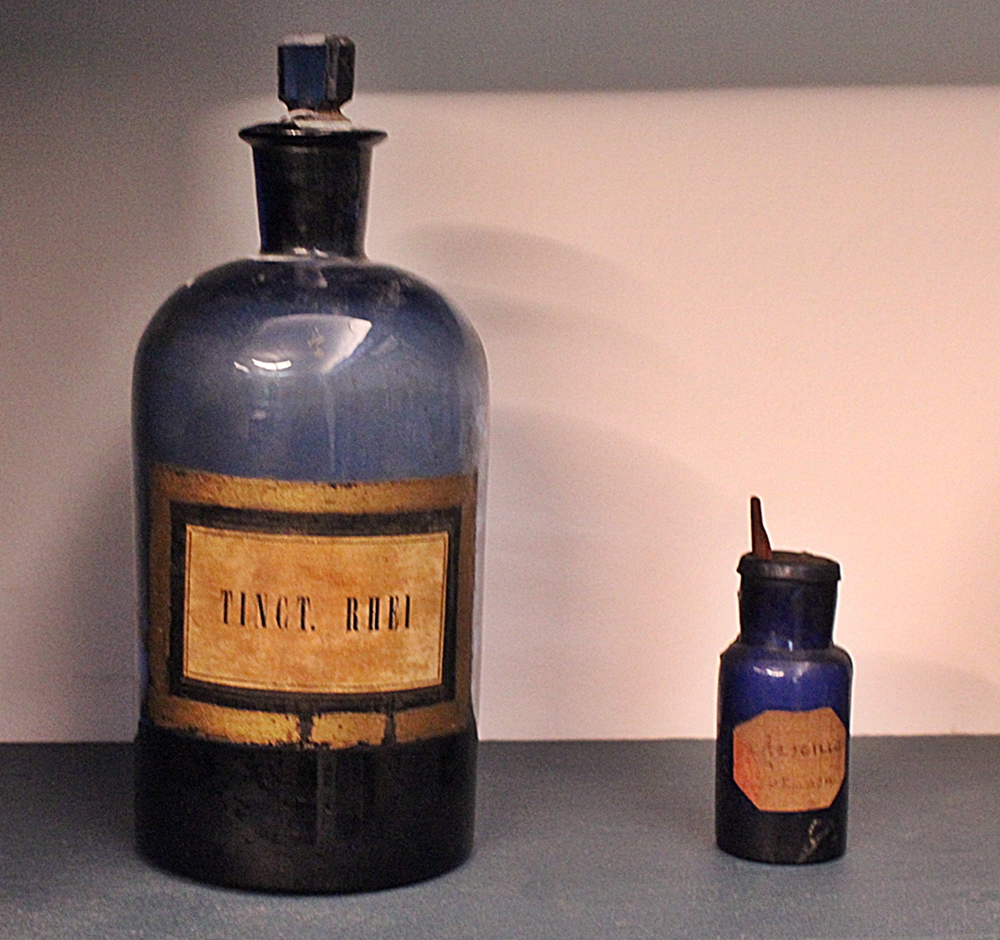
Blauwgekleurde flessen